# Federico Ceccherini
Federico Ceccherini (Livorno, provincia de Livorno, 11 de mayo de 1992) es un futbolista italiano. Juega de defensa y su equipo es la U. S. Cremonese de la Serie A.

## Clubes
| Club                            | País    | Año       |
| ------------------------------- | ------- | --------- |
| A. C. Pistoiese                 | Italia  | 2011-2012 |
| A. S. Livorno                   | Italia  | 2012-2016 |
| F. C. Crotone                   | Italia  | 2016-2018 |
| ACF Fiorentina                  | Italia  | 2018-2021 |
| Hellas Verona F. C. (cedido)    | Italia  | 2020-2021 |
| Hellas Verona F. C.             | Italia  | 2021-2024 |
| Fatih Karagümrük S. K. (cedido) | Turquía | 2023-2024 |
| U. S. Cremonese                 | Italia  | 2024-     |